# Phallaceae
Phallaceae es una familia de hongos basidiomicetos que se caracteriza por incluir especies que producen cuerpos fructíferos hediondos, a menudo en forma de falo (comúnmente llamados falos hediondos). Está incluida dentro del orden Phallales.
Su modo de reproducción es diferente a la mayoría de los hongos, que usan el aire para esparcir sus esporas. En cambio, producen una masa pegajosa de esporas con un olor a carroña o bosta, que atrae moscas, que se posan en la masa de esporas, la cual se adhiere a sus patas, llevándola a otros lugares.
Estos hongos son, en teoría, comestibles en su estado de "huevo" inmaduro, pero pocas personas se atreven a consumirlos por su olor desagradable. Sin embargo, luego de ser fritos en aceite, tienen un sabor a pescado tostado.
Se desarrollan en estructuras redondeadas llamadas 'huevos', que son inodoras (véase Phallus impudicus en la sección galería).

## Géneros[1]
| - Abrachium 1 spp. - Anthurus 4 spp. - Aporophallus 1 spp. - Aseroe 3 spp. - Blumenavia 6 spp. - Calvarula 1 spp. - Clathrus 16 spp. - Colus 7 spp. - Echinophallus 1 spp. - Endoclathrus 1 spp. - Endophallus 1 spp. - Ileodictyon 3 spp. - Itajahya 4 spp. - Ithyphallus 3 spp. - Jansia 1 spp. | - Kalchbrennera 2 spp. - Laternea 7 spp. - Ligiella 1 spp. - Linderia 1 spp. - Lysurus 19 spp. - Mutinus 28 spp. - Neolysurus 1 spp. - Omphalophallus 1 spp. - Phallus 49 spp. - Protuberella 1 spp. - Pseudoclathrus 4 spp. - Pseudocolus 4 spp. - Staheliomyces 5 spp. - Staurophallus 1 spp. - Stephanophallus 1 spp. - Xylophallus 2 spp. |

## Especies notables
- Aseroë rubra, una especie australiana y del Pacífico que está en Europa y América.
- Clathrus archeri
- Clathrus ruber
- Lysurus mokusin
- Mutinus caninus
- Mutinus ravenelii
- Phallus impudicus
- Phallus hadriani, (a veces considerado una subespecie de Phallus impudicus)[2]
- Phallus ravenelii[3]
- Phallus indusiatus (sin. Dictyophora indusiata), Conocido también como "velo de novia" que se usa como alimento en el sudoeste de China.

## Galería

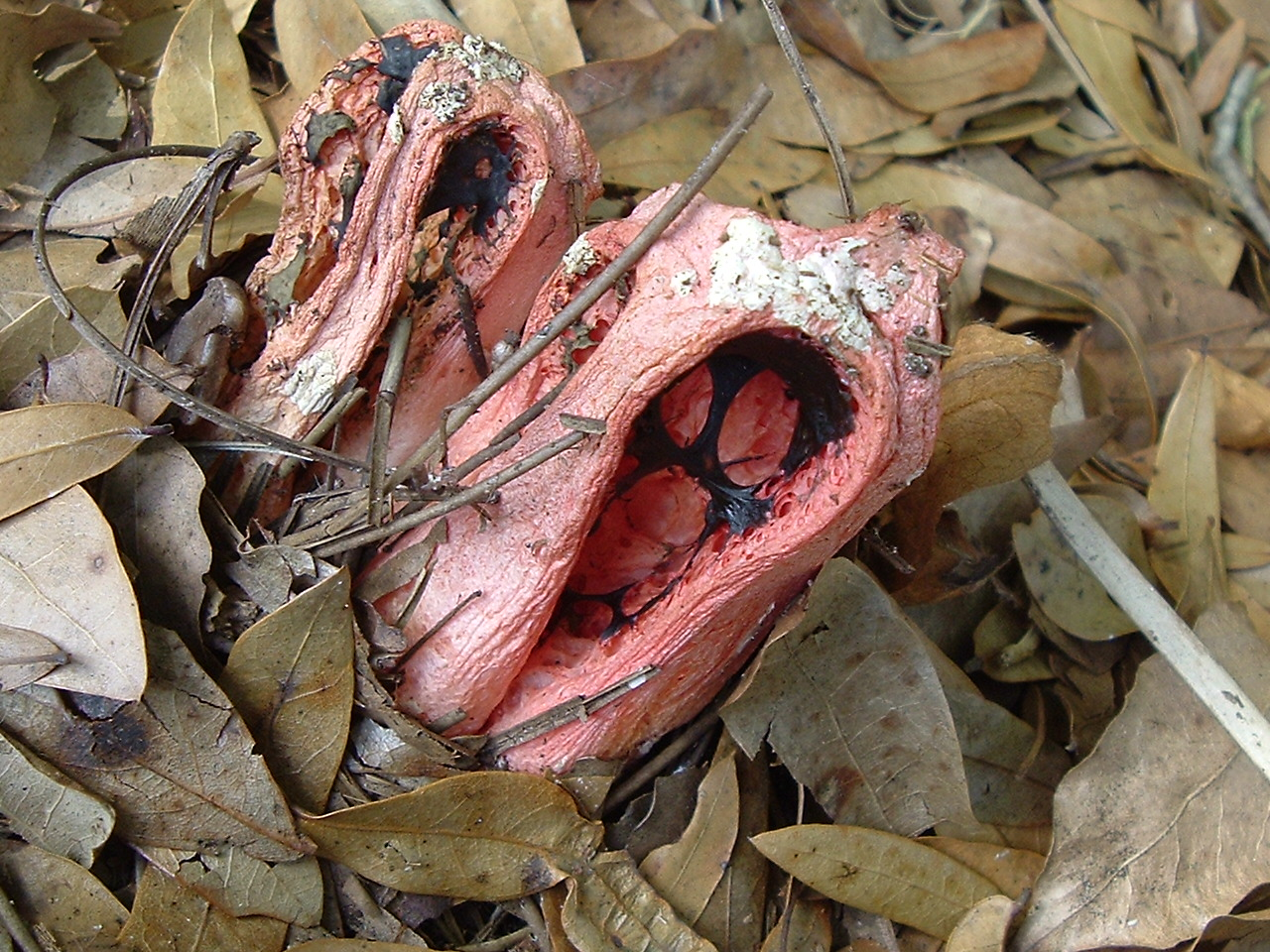
Clathrus columnatus. Masa poral pegajosa dentro de los brazos que se juntan  al tope.
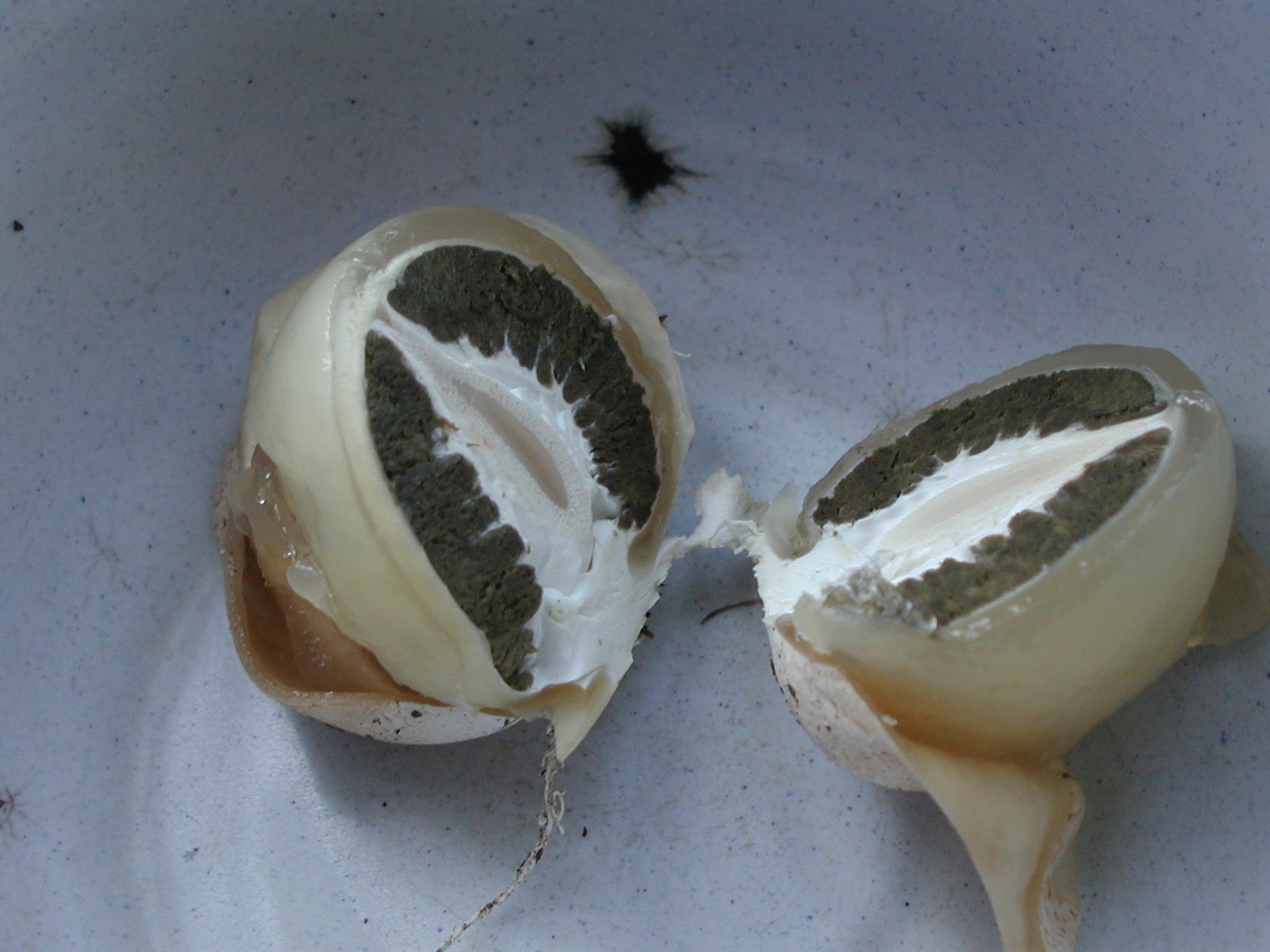
Phallus impudicus cortado